# نوسان اطلس شمالی

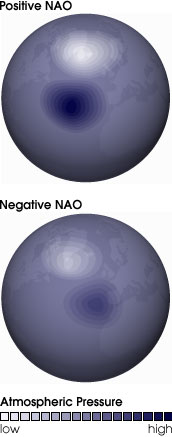
توزیع فشار جوی در فازهای مثبت و منفی NAO

نوسان اطلس شمالی یک پدیدهٔ جوی در شمال اقیانوس اطلس و ناشی از نوسانات اختلاف فشار جوی در سطح دریا میان کم‌فشار ایسلند و پرفشار آزور است. این پدیده، قدرت و جهت بادهای غربی عبوری از اطلس شمالی را کنترل می‌کند. نوسان اطلس شمالی، بخشی از نوسان قطبی است و در طول زمان، بدون تناوب مشخصی تغییر می‌کند.
این نوسان طی پژوهش‌هایی در اواخر سدهٔ نوزدهم و اوایل سدهٔ بیستم میلادی کشف شد. برخلاف نوسان جنوبی ال‌نینو در اقیانوس آرام، این نوسان بیش از اقیانوس، از جو تأثیر می‌پذیرد و یکی از مهم‌ترین عوامل نوسانات اقلیمی در اطلس شمالی و اقلیم‌های مرطوب پیرامون آن است.

## تعریف
NAO چند تعریف ممکن دارد. ساده‌ترین تعریف‌ها بر پایهٔ اندازه‌گیری میانگین فصلی اختلاف فشار هوا میان ایستگاه‌ها است، برای نمونه:
- لیسبون و ریکیاویک
- پونتا دلگادا، آزور و ریکیاویک
- آزور، جبل‌طارق و ریکیاویک[۲]

در همهٔ این تعریف‌ها نقطهٔ شمالی در ایسلند قرار دارد. این نقاط به گونه‌ای انتخاب شده‌اند که الگوی تغییرات یکسانی را ثبت کنند. ایستگاه‌ها در میان دو منطقهٔ فشاری پایدار پرفشار آزور و کم‌فشار ایسلند قرار دارند.

## توصیف

شاخص زمستانی NAO بر پایهٔ اختلاف فشار استاندارد شدهٔ سطح دریا میان لیسبون و ریکیاویک از ۱۸۶۴، با هموارسازی لوئس

بادهای غربی گذرنده از اطلس، هوای مرطوب را وارد اروپا می‌کنند. در سال‌هایی که غرب‌وزان قوی است، تابستان‌های سرد، زمستان‌های ملایم و بارندگی فراوان به همراه دارد. در سوی دیگر، اگر غرب‌وزان ضعیف شود، دمای تابستانی و زمستانی بسیار بالا می‌رود و منجر به موج گرما می‌شود، هم‌چنین عمق برف و مقدار بارش کاهش می‌یابد.
یک سامانهٔ کم‌فشار بر فراز ایسلند و یک سامانهٔ پرفشار بر فراز آزور، جهت و قدرت بادهای غربی به سوی اروپا را کنترل می‌کنند. قدرت و موقعیت نسبی این سامانه‌ها به صورت سالانه تغییر می‌کند و این تغییرات با نام نوسان اطلس شمالی شناخته شده‌است. اختلاف فشار زیاد میان دو ایستگاه (شاخص بالا معادل با فاز مثبت NAO) باعث تقویت غرب‌وزان می‌شود. نتیجهٔ این وضعیت، تابستان‌های سرد و زمستان‌های ملایم و مرطوب در اروپای غربی و مرکزی است. در مقابل، اگر اختلاف فشار کم باشد، (شاخص پایین معادل با فاز منفی NAO،) غرب‌وزان ضعیف می‌شود، اروپای شمالی زمستان‌های سرد و خشک را تجربه می‌کند و طوفان‌ها جنوبی شده و به سوی دریای مدیترانه حرکت می‌کنند. این وضعیت منجر به بارندگی قابل توجه در جنوب اروپا و شمال آفریقا می‌شود.
در ماه‌های نوامبر تا آوریل، NAO مسئول بسیاری از تغییرات هوایی در ناحیهٔ اطلس شمالی مانند تغییر در سرعت و جهت باد، تغییرات دمایی و توزیع رطوبت و تعداد رویدادهای طوفان است. پژوهش‌های اخیر پیشنهاد می‌کنند که NAO پیش‌بینی‌پذیرتر از چیزی است که قبلاً فرض می‌شد
اعتقاد بر این است که NAO بر آب‌وهوای شرق آمریکای شمالی نیز اثرگذار است. در دوره‌هایی که شاخص بالا است، زمستان‌هایی گرم در شمال شرقی آمریکا و جنوب شرقی کانادا رخ می‌دهد. از سوی دیگر، شاخص پایین منجر به زمستان‌های بسیار سرد با کولاک شدید در ناحیهٔ آپالاچی و اطلس میانی می‌شود.